# Uredinales

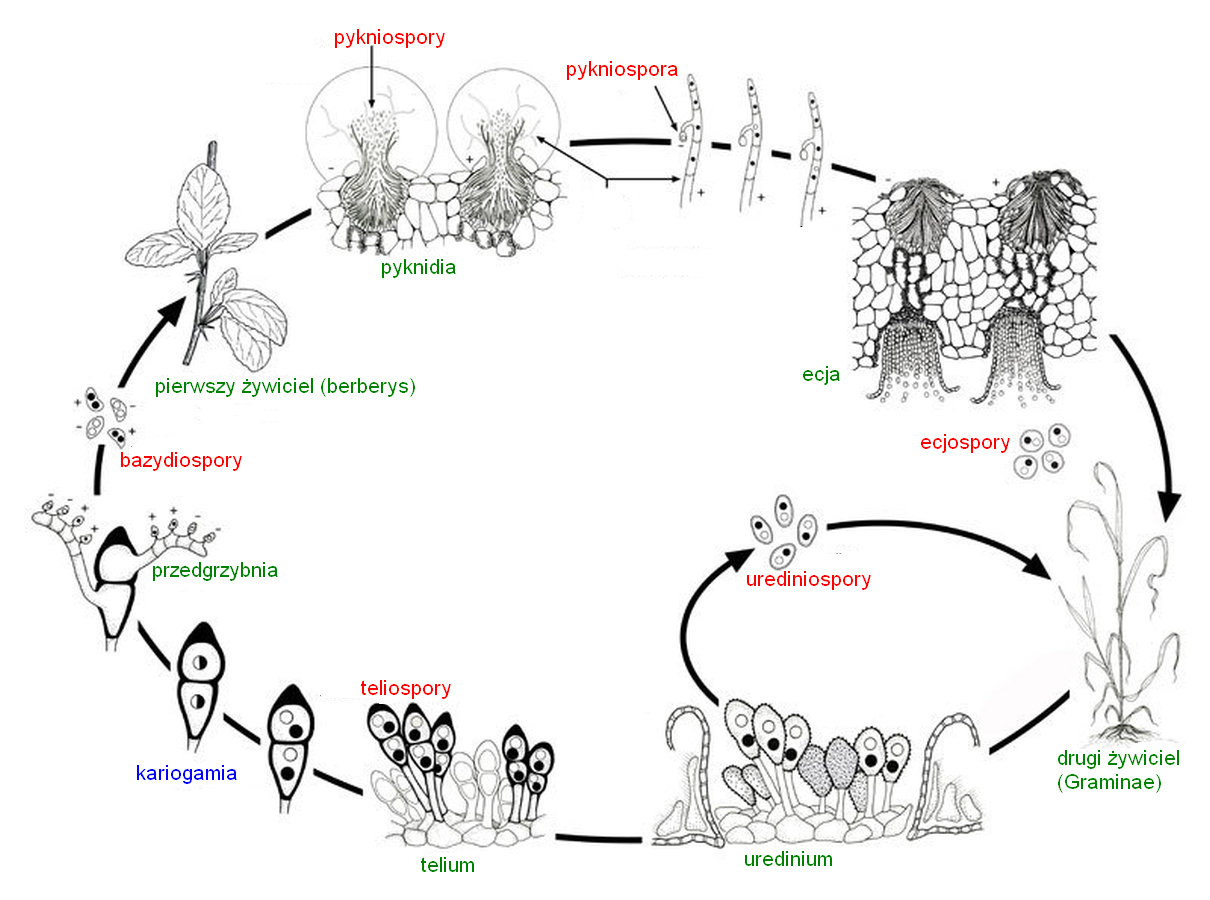
Cykl rozwojowy rdzy zbożowej

Uredinales G. Winter (grzyby rdzawnikowe, rdzawnikowce) – utworzony w 1880 roku przez Heinricha Georga Wintera rząd grzybów. Są to grzyby mikroskopijne będące obligatoryjnymi pasożytami roślin. Wywołują u nich choroby zwane rdzami. W klasyfikacji grzybów w XIX wieku rząd ten zaliczany był do podstawczaków (Basidiomycetes). Była to klasyfikacja sztuczna, oparta na podobieństwie morfologicznym, nie uwzględniająca pokrewieństwa. W aktualnej klasyfikacji Index Fungorum bazującej na Dictionary of the Fungi brak taksonu Uredinales. Dawniej zaliczane do niego gatunki obecnie zaliczane są do innych taksonów (głównie rdzowców Pucciniales). 

## Systematyka
Pozycja rzędu Uredinales w klasyfikacji grzybów z końca XIX wieku:
- Typ: Mycophyta – grzyby
  - Podtyp: Eumycotina (grzyby właściwe)
    - Klasa: Eumycetes (grzyby wyższe)
      - Podklasa: Basidiomycetes (podstawczaki) 
        - Phragmobasidiomycetes
          - Rząd: Tremellales (trzęsidłowe)
          - Rząd: Auriculariales (uszakowce)
          - Rząd: Uredinales (rdzawnikowce)
          - Rząd: Ustilaginales (grzyby głowniowe)[3].